# Сайн-Витгенштейн-Берлебург, Фердинанд Карлович
Светлейший князь Фердинанд Карлович Сайн-Витгенштейн-Берлебург (нем. Ferdinand Wilhelm Emil von Sayn-Wittgenstein-Berleburg; 10 ноября 1834, Дармштадт — 3 (15) марта 1888, Санкт-Петербург, Российская империя) — военнослужащий русской императорской армии, генерал-лейтенант, из рода Витгенштейнов; участник русско-турецкой войны 1877—1878 годов.

## Биография
Родился 10 ноября 1834 года в семье гессенского министра Августа Людвига, принца Сайн-Витгенштейн-Берлебургского. Его старший брат Эмилий состоял на службе в русской армии, где достиг чина генерал-лейтенанта.
Фердинанд военную службу начал в австрийской армии, но 6 августа 1857 года перешёл на российскую службу с чином поручика, был зачислен в Кавказские войска и состоял по Терскому казачьему войску. Принимал участие в кампаниях против кавказских горцев. За боевые отличия был награждён многими орденами.
В 1861 году произведён в майоры, в 1865 году — в подполковники и в 1869 году — в полковники, был адъютантом князя Барятинского. Во время пребывания в Тифлисе женился (в 1868 году) на княжне Прасковье Дадиани (1847—1919), дочери князя Александра Леоновича. 29 июля 1874 года назначен флигель-адъютантом.
В 1875—1876 годах находился в Туркестане, где состоял среди войск, ведших боевые действия против Кокандского ханства. Летом 1876 года, по поручению М. Д. Скобелева совершил поход в Алайскую долину, закончившийся окончательным умиротворением края и присоединением его в Российской империи.
В 1877—1878 годах князь Витгенштейн сражался с турками на Кавказе. 30 августа 1877 года за отличие в сражении при Авлиаре, где командовал отдельным конным отрядом, был произведён в генерал-майоры и назначен в Свиту Его Величества. Вслед за тем он отличился в сражении на Аладжинских высотах и 1 января 1878 года был награждён орденом св. Георгия 4-й степени.
Командуя 20-го сентября правым флангом позиции, и находясь во всё время боя под сильным пушечным и ружейным огнём, он явил доблестный пример неустрашимости, и этим не только удержал за собою весьма важную позицию, но перед вечером лично повёл вперед вверенные ему войска и блистательно отразил атаку превосходного в силах неприятеля, нанеся ему громадную потерю.
По окончании военных действий князь Витгенштейн продолжал числиться по Терскому казачьему войску и состоял для особых поручений при главнокомандующем Кавказской армией. С 1880 года командовал Терской казачьей бригадой, однако в следующем году вновь вернулся к прежней должности. С 1882 года состоял в распоряжении военного министра П. С. Ванновского, с 1884 года был в распоряжении начальника Генерального штаба, а в конце того же года был переведён состоять для особых поручений при командующем войсками Приамурского военного округа А. Н. Корфа.
Скончался 3 (15) марта 1888 года в Санкт-Петербурге. Был похоронен в имении Дружноселье в Царскосельском уезде Санкт-Петербургской губернии.

## Память
В честь Фердинанда Карловича Сайн-Витгенштейн-Берлебург назван мыс Витгенштейна (полуостров Камчатка, название мысу присвоено в 1885 году Ф. К. Геком).

## Награды
- Орден Святого Станислава 3-й степени с мечами и бантом (1858 год)
- Орден Святой Анны 3-й степени с мечами и бантом (1859 год)
- Орден Святого Владимира 4-й степени с мечами и бантом (1859 года)
- Орден Святого Станислава 2-й степени с мечами (1861 год)
- Орден Святого Станислава 1-й степени с мечами (1877 год)
- Орден Святого Владимира 3-й степени с мечами (1877 год)
- Орден Святого Георгия 4-й степени (1 января 1878 года)
- Орден Святой Анны 1-й степени (1881 год)
- Орден Святого Владимира 2-й степени (1885 год)

иностранные:
- Персидский Орден Льва и Солнца 2 ст. со звездой (1868)
- Гессен-Дармштадтский Орден Филиппа Великодушного 1 ст. (1876)
- Французский Орден Почетного Легиона командорский крест (1884)
- Бухарский Орден Благородной Бухары 2 ст. (1884)

## Семья

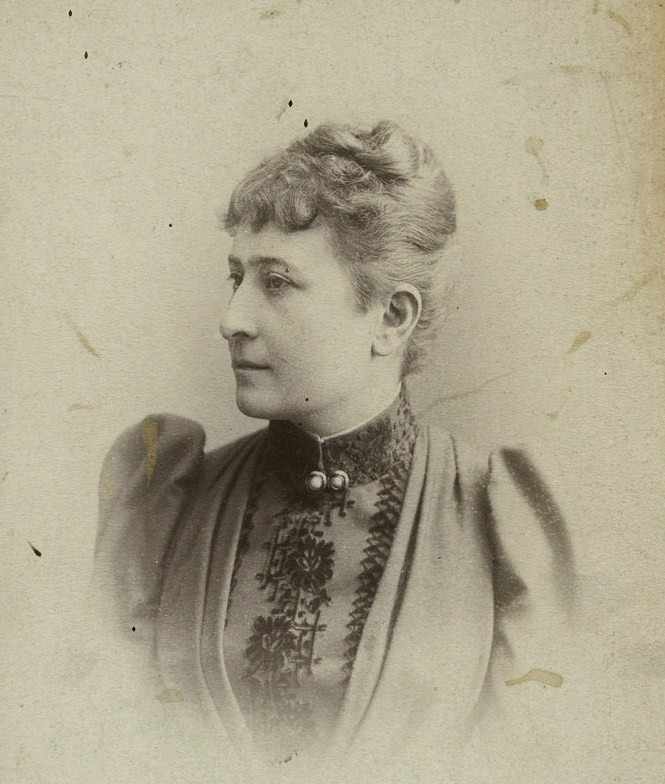
Прасковья Александровна

- Жена — княжна Прасковья Александровна Дадиани (1847—1919), дочь князя А. Д. Дадиани и внучка барона Г. В. Розена. В браке с 1868 года. Дети жили в Петербурге до Октябрьской революции.
  - Сын — Александр (1869—1901) в 1894 году женился на Элизабет фон Дингельштедт (1874, Спб — 1964, Турку); скончался в 1901 году после дуэли с подполковником Е. Я Максимовым[5]
    - Внучка — Параскева (Прасковья) Александровна (1895—1976), писательница; после революции жила в Финляндии.

  - Сын — Григорий (1872—25.10.1907[6]) был женат на Елизавете Морозовой;
  - Сын — Николай (1875-?).